# Здравоохранение в Бурунди

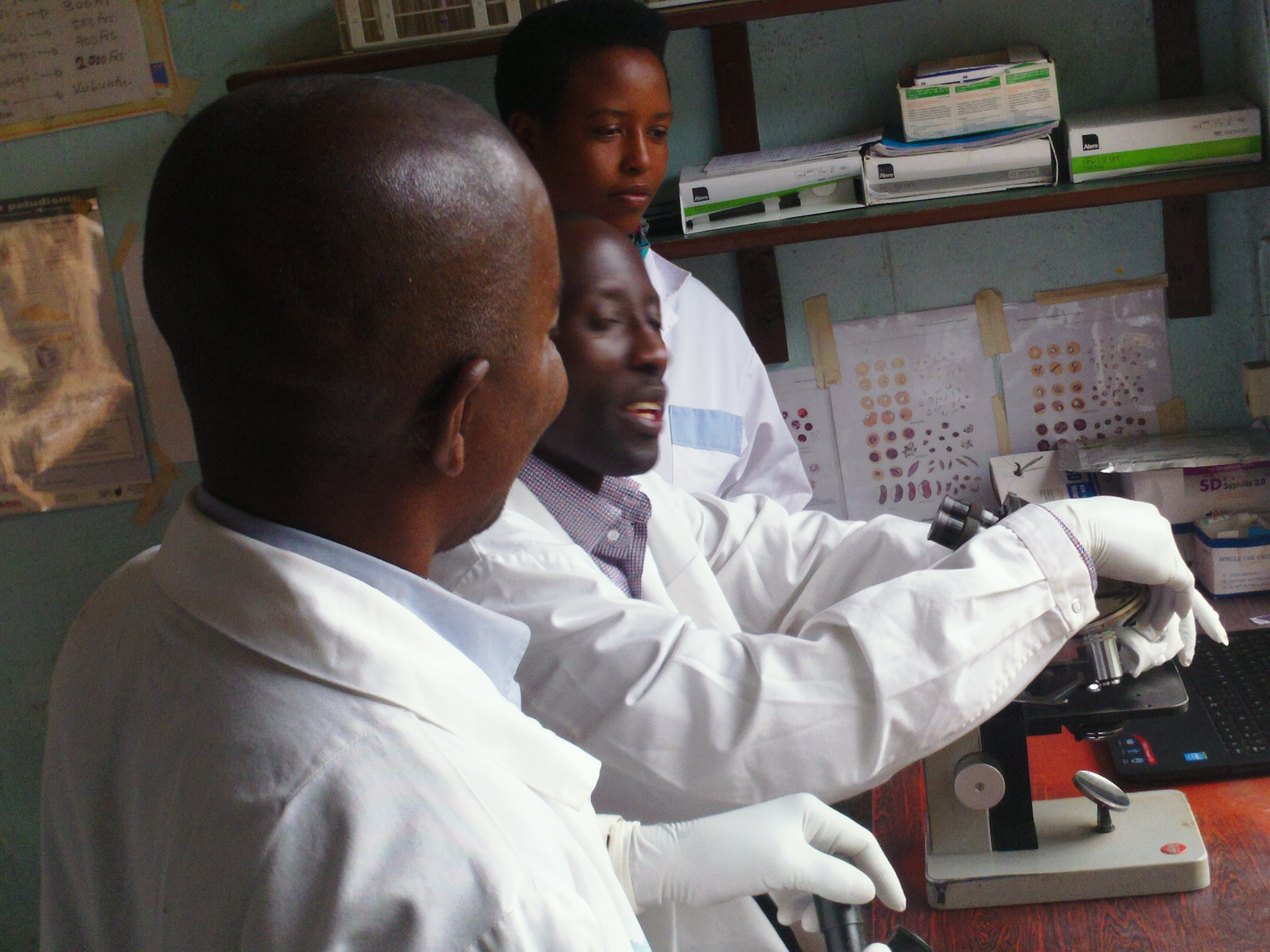
Врачи в Бурунди

После того, как Бурунди стала независимым государством, Всемирная организация здравоохранения (ВОЗ) стала оказывать стране помощь в области здравоохранения. Помощь подразумевала обучение санитарных работников, организацию услуг здравоохранения и подготовку медсестёр. Студенты из Бурунди учились медицине во Франции и в Демократической Республике Конго. ВОЗ также помогала бороться с оспой, туберкулезом и малярией.
Бурунди получала помощь от ВОЗ, Продовольственной и сельскохозяйственной организации ООН и ЮНИСЕФ. Эта помощь была направлена на улучшение здоровья матери и ребёнка.
После убийства президента в 1993 году жители Бурунди стали перемещаться. Приблизительно 683 000 человек бежали в соседние страны, сельские деревни или города с плохими санитарными условиями.

## Инфраструктура
В 2004 году на 100 000 человек приходилось примерно 5 врачей, 28 медсестер и 1 фармацевт. Общие расходы на здравоохранение оценивались в 3,7 % ВВП. В Бурунди, согласно статистическим данным, самое низкое потребление антибиотиков среди всех стран мира в 2015 году: 4,4 суточных дозы на 1000 жителей в день.

## Здоровье жителей Бурунди

### Продолжительность жизни
Средняя ожидаемая продолжительность жизни в 2005 году была равна 50 лет, в 2000 году она оценивалась как 42 года.

### Болезни
В Бурунди происходят вспышки менингита группы А. Было зарегистрировано более 2500 случаев менингита. Трипаносомоз (сонная болезнь), переносимый мухой цеце, часто встречается в долине реки Рурубу. Малярия и шистосомоз — болезни, часто встречающиеся рядом с рекой Рузизи.
В 2003 году показатель распространённости ВИЧ/СПИДа составил 6,00 больных на 100 взрослых. По состоянию на 2004 год в Бурунди приблизительно 250 000 человек, живших с ВИЧ. По оценкам, в 2003 году от СПИДа умерло 25 000 человек.

### Недоедание
Потребление животного белка и жира не соответствует рекомендациям, в Бурунди часто встречаются заболевания, связанные с недоеданием.

### Здоровье матери и ребёнка
В 2010 году уровень смертности при родах составил 970 смертей на 100 000 случаев рождения. Для сравнения, этот показатель был равен 569,6 в 2008 году и 711,6 в 1990 году. Показатель смертности детей в возрасте до 5 лет оказался равным 168 смертям на 1000 человек. 26 % таких смертей — младенческие. В Бурунди на 1000 родившихся детей приходится 4 акушера, риск смерти в течение жизни для беременных женщин равен 1/25.
9 процентов замужних женщин (в возрасте от 15 до 49 лет) использовали контрацепцию.
В 1999 году детям до года были сделаны прививки: от дифтерии, коклюша и столбняка (74 процента), и от кори (75 процентов). У 38 % детей в возрасте до 5 лет было зарегистрировано недоедание.